# Менч, Даниел
Даниел Менч (нидерл. Daniël Theodor Mensch; 4 октября 1978 года, Слидрехт) — нидерландский спортсмен, гребец, многократный призёр чемпионатов мира по академической гребле (2005, 2006, 2007). Серебряный призёр Летних Олимпийских игр 2004 года.

## Биография
Даниел Менч родился 4 октября 1978 года в нидерландском городе Слидрехт, Южная Голландия. Тренировался на базе клуба «M.S.R.V. Saurus», Маастрихт. Профессиональную карьеру гребца начал с 1997 года. Обучался в Маастрихтском университете по специальности медицина, а после работал ортопедом. С июня 2015 года работает на должности главы ортопедической клиники Gelderse Vallei в городе Эде.
Первым соревнованием международного уровня, в котором Менч принял участие, был II этап кубка мира по академической гребле 2001 года, проходивший в испанском городе Севилья. Во время финального заплыва группы FB его команда с результатом 05:54.960 заняла первое место.
Единственная олимпийская медаль в активе Менча была добыта на Летних Олимпийских играх 2004 года в Афинах. В составе восьмёрки с рулевым его команда пришла второй в финальном заплыве. С результатом 5:43.75 они выиграли серебряный комплект наград, уступив первенство соперникам из США (5:42.48 — 1-е место).
Первая медаль на чемпионате мира по академической гребле была добыта в 2005 году. Во время соревнований, что проходили в японском городе Кайдзу, голландская четвёрка в финальном заплыве заняла второе место с результатом 6:13.23, уступив первенство гребцам из Великобритании (6:11.59 — 1-е место), обогнав при этом соперников из Канады (6:16.02 — 3-е место).